# 最后安全！
《安全至下！》（英語：Safety Last!） 是一部1923年的无声爱情喜剧电影， 由哈罗德·劳埃德主演。片中劳埃德双手牢牢捉住指针而避免从钟楼上跌落已成为无声电影中的经典一幕。这部电影好评如潮，从而奠定了劳埃德的在早期电影中的地位。它被认为是最伟大的喜剧电影之一，至今仍吸引人们观看。
电影标题是对“安全第一”这一标语的玩笑。劳埃德在里面作了一些危险的攀爬特技，尽管四年前他在一次特技事故中因误用了真炸弹而失去了拇指和食指。

## 演员名单

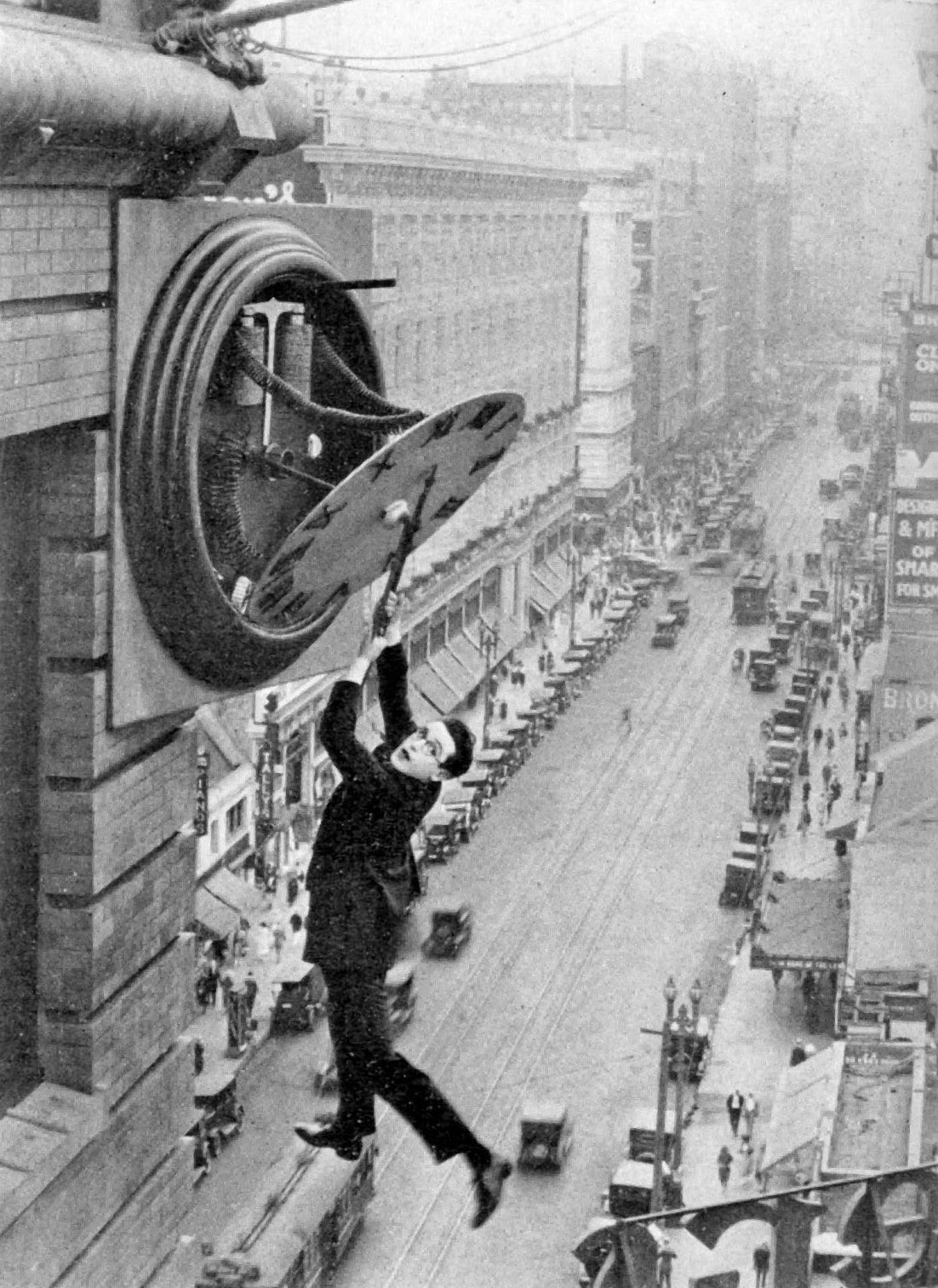
劳埃德牢牢捉住钟楼指针的经典一幕。

- Harold Lloyd as The Boy (Harold Lloyd)
- Mildred Davis as The Girl (Mildred)
- Bill Strother as The Pal ("Limpy" Bill)
- Noah Young as The Law
- Westcott Clarke as The Floorwalker (Mr. Stubbs)
- Robin Faradawn as The Baby (Deleted Scene)

## 评价
纽约时报高度评价了《安全至下！》。
在1994年，美国国会图书馆的国家影片登记部收录了《安全至下！》 。
《安全至下！》获得美国电影学会在1998年和2007年的AFI百年百大电影的提名、AFI百年百大喜剧电影的提名以及在AFI百年百大惊悚电影中名列第97名。

## 流行文化中的引用
由哈罗德·劳埃德在1962年亲自制作的汇编电影《滑稽大王神經六》收录了钟楼上的惊险一幕 。这部电影在戛纳电影节上首映，让人对喜剧演员重新产生兴趣。
1972年的剧集《老爸上戰場》设有男子手握钟楼指针，摇摇欲坠的情节。
在1983年的动作片《A计划》中， 成龙向劳埃德致敬，也在钟楼上的进行了惊险的表演。
电影《回到未来》通过布朗博士高挂钟楼的情节，向哈罗德·劳埃德 “在摩天大楼上晃来晃去”的表演致敬。片中布朗博士可以看到未来的发明还展示了在未来的劳埃德悬挂在钟楼上的一幕。
1991年的喜剧电影《彈指威龍》（Oscar）在海报上直接致敬，画面是主角（史泰龙饰演）挂在一个时钟上。
在马丁·斯科塞斯2011年的电影《雨果》中，主角潜入电影院时，屏幕上正播放着劳埃德挂在时钟上的片段。接着，雨果（电影标题所指的角色）为了逃避追赶，同样挂在了钟楼的大钟上。